# Historia de los vinos de Burdeos

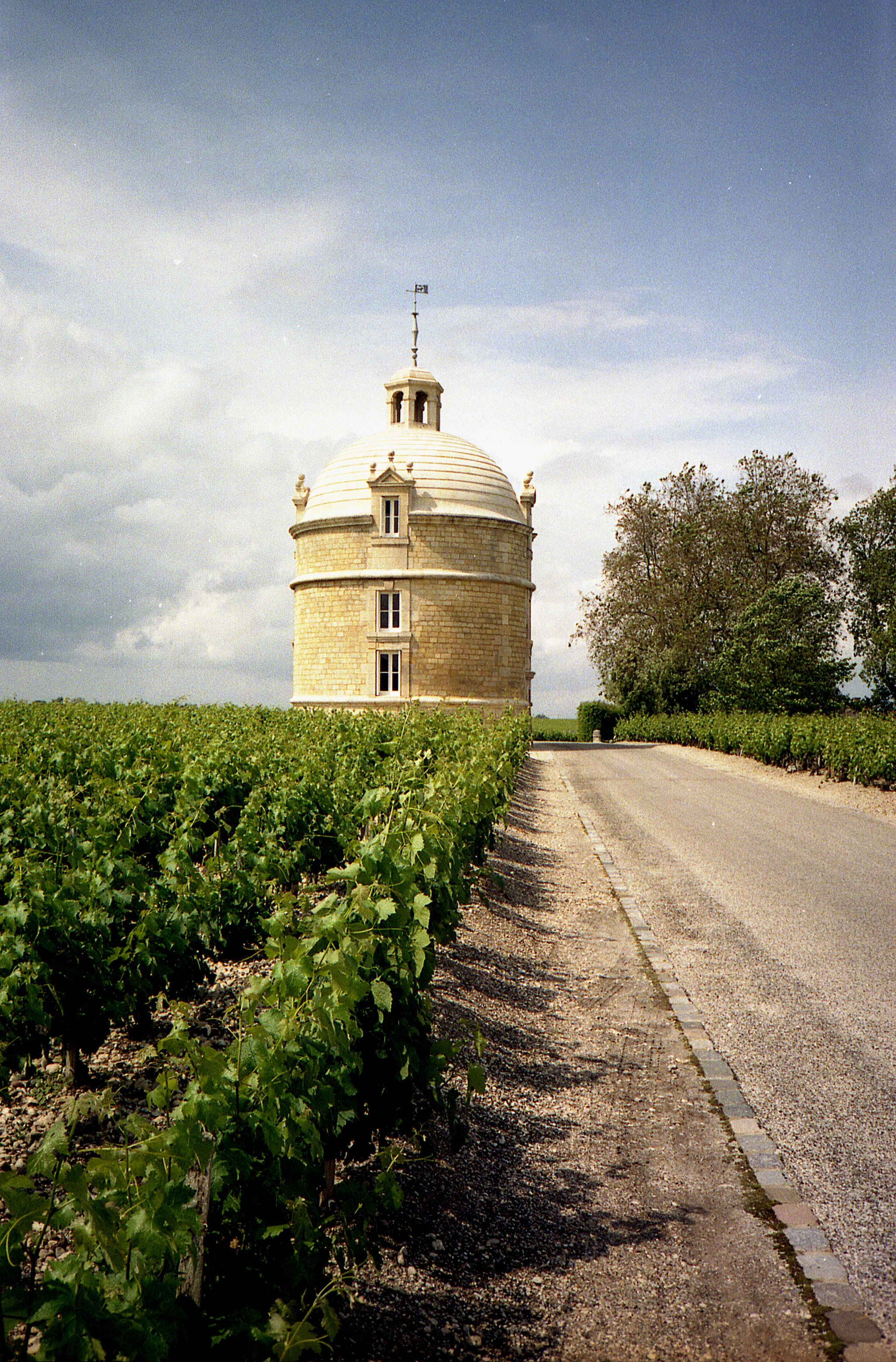
Château La Tour en Burdeos.

La historia del vino de Burdeos abarca casi dos mil años, desde los tiempos de la Antigua Roma cuando se plantaron las primeras vides. en la Edad Media, el matrimonio de Enrique Plantagenet y Leonor de Aquitania abrió la región de Burdeos al mercado inglés y con el tiempo a la escena mundial. El nombre Burdeos deriva del francés au bord de l'eau esto es "a lo largo de las aguas" y se refiere al estuario de la Gironda y sus afluentes, el Garona y el Dordoña que tienen un papel principal en la historia y el éxito de esta región.

## Antigua Roma
La producción de vino de Burdeos parece que comenzó en algún momento después del año 43, durante la ocupación romana de la Galia, cuando los romanos establecieron viñedos para crear vino para sus soldados. Sin embargo, es sólo en el 71 cuando Plinio el Viejo documenta la primera evidencia real de viñedos en Burdeos. La ubicación de la región a lo largo del estuario de la Gironda proporciona una ruta comercial ideal con las islas británicas. El historiador del vino, Roger Dion, ha teorizado que los primeros brotes de vid que los romanos llevaron a Burdeos eran originarios de La Rioja en España. El pronto esplendor de la industria vinícola bordelesa sufrió una serie de contratiempos con la caída del Imperio romano que incluyó la invasión por los godos en el año 406, los vándalos en el 408 y los visigodos en el 414. De forma parecida, la comarca se vio también sometida a repetidos encuentros con los naves sajonas a lo largo de la costa. Estos tiempos oscuros perduraron a lo largo del gobierno franco del siglo V y la invasión gascona del VII.

## Edad Media
Aunque era popular a nivel local, el vino francés rara vez se exportaba, pues las comarcas cubiertas de viñedos y el volumen de vino producido era bajo. En el siglo XII, sin embargo, la popularidad de los vinos de Burdeos se incrementaron significativamente después del matrimonio de Enrique Plantagenet y Leonor de Aquitania. El matrimonio hizo que la provincia de Aquitania se hiciera territorio inglés, y por lo tanto la mayor parte del clarete de Burdeos se exportaba como intercambio por otras mercancías. Al subir al trono su hijo, Ricardo, Burdeos fue su base de operaciones francesas.
Al incrementarse la popularidad del vino de Burdeos, los viñedos se expandieron, para cumplir con las demandas desde el extranjero. El hijo menor de Enrique y Leonor, Juan, estaba a favor de promocionar la industria del vino, y para incrementarla aún más, abolió el impuesto de exportación Grande Coutume a Inglaterra desde la región aquitana. En los siglos XIII y XIV, un código de prácticas comerciales, llamada police des vins emergió para dar al vino bordelés una ventaja comercial significativa sobre sus regiones vecinas.
La ciudadanía de Burdeos trabajó diligentemente para promocionar y proteger su relación con el mercado inglés. En 1205, el rey Alfonso VIII de Castilla reclamó Aquitania y puso en sitio a Burdeos. La ciudad fue capaz de soportar el ataque y el rey Juan premió a los burgueses con encargos de vino en exceso de 120 tomeladas. En 1224 el rey Luis VIII de Francia intentó expulsar a los ingleses de suelo francés y fue detenido en su avance en la ciudad de Burdeos. Como resultado, Burdeos recibió un acceso privilegiado al mercado inglés a través de Londres y sus exportaciones al mercado pronto dejaron pequeña la producción de otras regiones vinícolas francesas.
Durante el siglo XIII, Graves era la principal región vinícola de Burdeos. Aunque había vides creciendo en Entre-deux-mers, Saint Emilion y Blaye, el Médoc en esta época era virtualmente una marisma estéril. A comienzos del siglo XIV, la ciudad de Libourne buscaba el predominio en la región, exportando 11.000 toneladas de vino a Londres de la cosecha de 1308. Un año antes, esta zona completó un pedido de 1,152.000 botellas para ser usadas para la celebración de la boda de Eduardo II. El vino de esta época era muy alcohólico y afrutado pero no envejecía bien, a menudo empeorando un año después de la cosecha. La exportación de vino de Burdeos quedó paralizada con el estallido de la Guerra de los Cien Años entre Francia e Inglaterra en 1337 seguido por la expansión de la Peste Negra que devastó la zona. A finales del conflicto, en 1453, Francia tomó posesión de la provincia, asumiendo por lo tanto el control de la producción de vino en la región.

## Segunda edad de oro

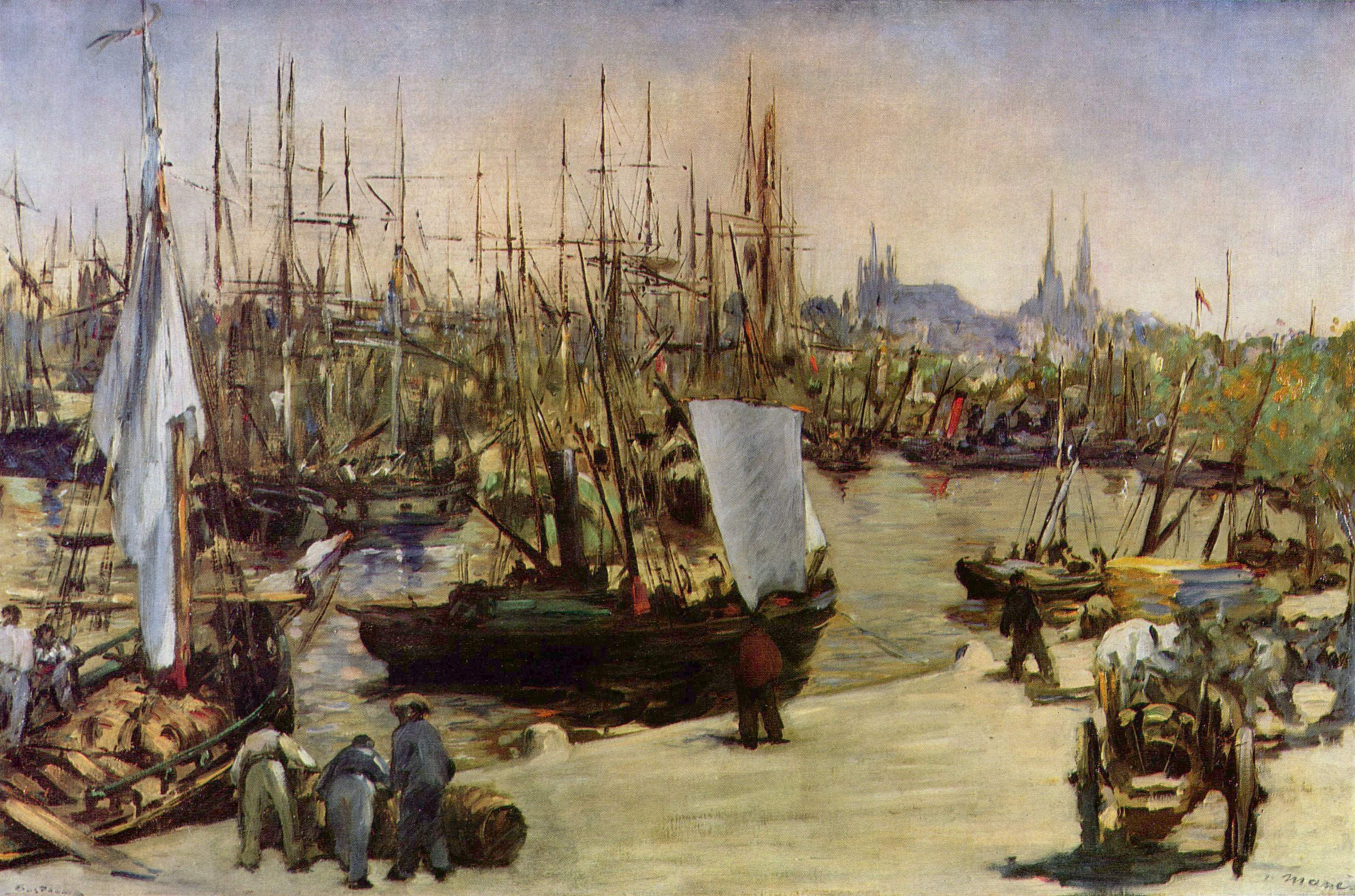
Bahía de Burdeos, Édouard Manet, 1871

En el siglo XVII, comerciantes holandeses comenzaron a desecar la marisma alrededor de Médoc y animaron la plantación de viñedos. Los holandeses abrirían también nuevos canales de distribución hacia los burgueses que ayudaron al auge de una segunda era de prosperidad. A comienzos del XVIII, la Guerra de Sucesión Española estalló lo que hizo la navegación a lo largo de la costa francesa y el canal de la Mancha muy arriesgada. Además, las tensiones entre los gobiernos inglés y francés pararon todo comercio "oficial" entre Burdeos y el mercado londinense. A pesar de la sanción gubernamental, las botellas del precioso burdeos comenzaron a aparecer en gran cantidad en casas de subastas de Londres, Bristol, y Plymouth cuando capturaban el botín de los corsarios. El historiador del vino Hugh Johnson, especula que esto fue un asunto pactado entre los châteaux de Burdeos, los contrabandistas, y las casas de subasta de Londres para eludir la política de tiempos de guerra de la época.
En 1725, la extensión de los viñedos por Burdeos era tan vasta que fue dividida en áreas específicas de manera que el consumidor pudiera saber exactamente de dónde era el vino. La colección de distritos se llamaba Vignoble de Bordeaux, y las botellas eran etiquetadas con el nombre de la región y de la zona donde se originaban. Durante este periodo, Nicolas-Alexandre, marqués de Ségur alcanzó prominencia como el "Príncipe de las viñas" debido a su propiedad de algunas de las fincas más prestigiosas y Pierre de Rauzan sentó las bases de Château Rauzan-Ségla, Château Rauzan-Gassies, Château Pichon Longueville Baron y Château Pichon Longueville Comtesse de Lalande.
En 1855, se estableció el sistema de clasificación que catalogaba los mejores châteaux del Médoc de acuerdo con su precio de mercado.

## Epidemia de filoxera
Desde 1875-1892 casi todos los viñedos de Burdeos quedaron arruinados por la plaga de filoxera. La industria del vino en la región fue rescatada por los injertos de vides locales en resistentes portainjertos estadounidenses. Todas las vides de Burdeos que sobreviven hoy en día son producto de esta medida. Algunas variedades de uva respondían mejor al injerto que otras y estas variedades -cabernet sauvignon, cabernet franc, merlot, semillón, sauvignon blanc y muscadelle- se convirtieron en las variedades líder en Burdeos.

## Incertidumbre económica

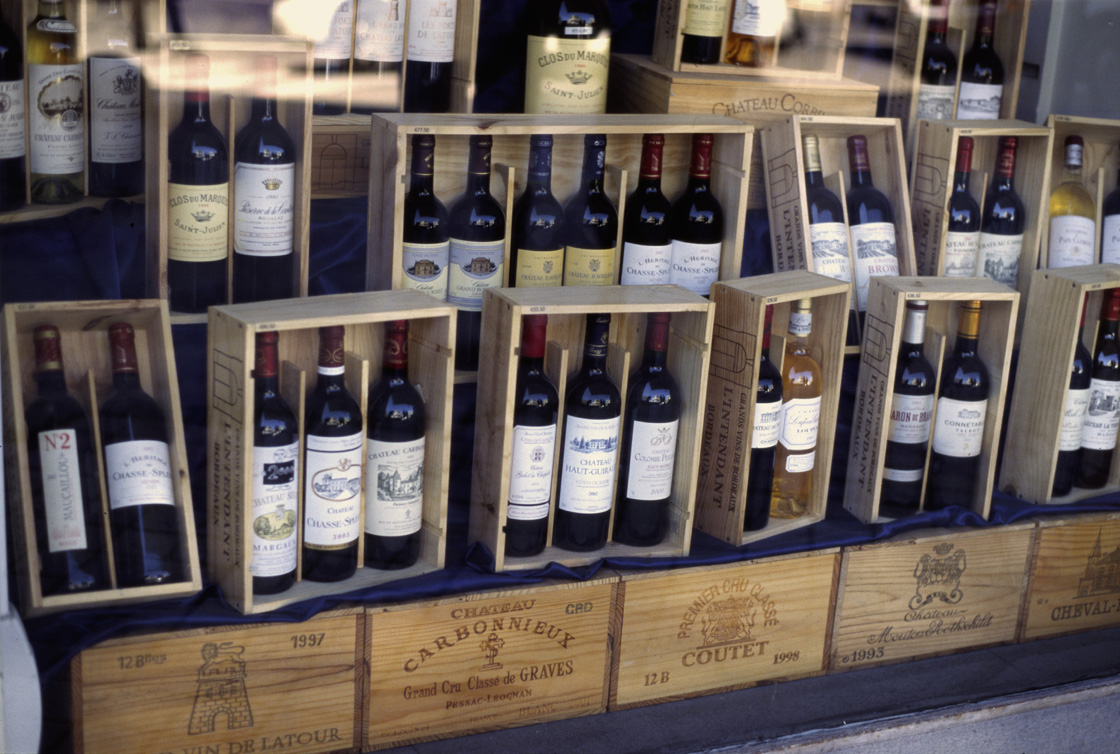
Vino de Burdeos expuesto para la venta local en Francia.

Debido a la lucrativa naturaleza del negocio, otras regiones de Francia comenzaron a crear sus propios vinos y etiquetarlos como productos de Burdeos. Al declinar los beneficios en Aquitania, los viticultures demandaron que el gobierno impusiera una ley que declarara que sólo el producto de Burdeos podía ser etiquetado con ese nombre. El INAO o Institut National des Appellations d'Origine se creó con esta finalidad.
En el siglo XX, el mercado del vino francés vio los efectos de superproducción y los primeros desarrollos del fenómeno lago de vino conforme al la oferta superaba la demanda. Dos guerras mundiales, la gran depresión y la crisis del petróleo de los setenta también tuvieron un efecto negativo en la industria.
En 1936, el gobierno respondió a las peticiones de los vinicultores y todas las regiones de Francia tuvieron que llamar su vino por el lugar en el que se produjo. Etiquetados con el sello aprobado de la AOC, los productos fueron oficialmente confirmados como de la región que decían. Esta ley se extendió más tarde a otros bienes como el queso, la carne de ave de corral o las hortalizas.